# 地球自由振動
地球自由振動（ちきゅうじゆうしんどう、英語: free oscillations of the earth）とは、巨大地震が発生した際に、地震波によって地球全体が振動する現象のことである。

## 概要
マグニチュード(M)8を超えるような巨大地震が世界中のどこかで発生すると、地震波（主にラブ波やレイリー波などの表面波）が地球を何周もし、その波が重なり合って生じた定常波（定在波）が地球全体の振動として観測され、数週間にわたって継続する。これを「地球自由振動」という。
地球の自由振動は、鐘をつくと固有の音が発生するのとよく似た現象である。振動は高精度の長周期地震計によって記録され、検出にはひずみ計や重力計も用いられる。周期（周波数）は地球の内部構造により定まっていて、数分 - 1時間程度である。体に感じることはできない。なお振幅は強い地震動に比べると小さく、例えば2004年のスマトラ島沖地震（M9.1）では、約1か月後の時点で約10マイクロメートル程度である。

## 種類
地球自由振動は、次の2種類に大別される。
- 伸び縮み振動 (spheroidal oscillation)

体積の変化を伴い、膨張・収縮を繰り返す。{\displaystyle n}S{\displaystyle l}と表現される。
地球がラグビーボールのように変形したり、風船のようにふくらんだりつぼんだりする。
P波・SV波・レイリー波は伸び縮み振動に対応する。
- ねじれ振動 (toroidal oscillation)

体積の変化を伴わない。{\displaystyle n}T{\displaystyle l}と表現される。
SH波・ラブ波はねじれ振動に対応する。
これらの振動には、複数の振動パターン（モード）がある。前述の{\displaystyle n}は半径方向の節（節面）の数、{\displaystyle l}は地球表面方向（余緯度方向および経度方向）の節（節線）の数に対応し、2つの整数値の違いによって表される。これらはモードの様相を規定する球面調和関数の関数（級数項n, 次数l, 位数m）で、厳密にはnSm
l, nTm
lだが、各モードの固有周期はmにほぼ依存しないため省略される。
伸び縮み振動のうち、0S2は地球が平らな扁球になったり細長い長球になったりするモードでフットボールモードとも呼ばれる。伸び縮みの周期は約54分で、最も周期の長いモードである。ほか、0S8は約12分、0S29は約4分半。また0S0は地球が半径方向に一様に伸縮するモードで、この周期は約20分半である。
ねじれ振動では、0T2が最も単純なモードで2つの半球が交互にねじれるような運動である。
{\displaystyle n}=0は基本モード、{\displaystyle n}=1以上の値をとるものは高次モードといい、高次モードは基本モードに対する倍音（オーバートーン）に相当する。
{\displaystyle n}が大きな高次モードほど、地球表面の浅い層に限られた振動となり、周期2 - 3分ではほぼ上部マントル限定となる。
その性質上、0S1と0T1、それに{\displaystyle n}T0は存在し得ない。
地球自由振動の各モードの周波数は表面波の位相速度に関係していて、各波長の整数倍が地球の形状に合うような波が選択的に現れる。解析によって同定されているモードの数は550以上にも上る。

## 研究史・観測例
地球が弾性球の性質をもち自由振動をしうるという理論は19世紀末からあって、後に弾性球地球モデルの固有周期の研究が行われていた。特に、ラブ波の理論を証明したオーガストゥス・ラブにより20世紀初頭にその理論的基礎が築かれたが、まだ予測されていたのみで実際の観測例がなかった。
地球自由振動の存在が確認されたのは1960年に起きたチリ地震（M9.5）で、ひずみ地震計や重力計などによって明瞭に観測された。1960年代後半には、ヘルシンキで行われた国際測地学・地球物理学連合(IUGG)の会合で複数のグループの観測結果を突き合わせた結果、その値が理論的に予測されていたものとよく一致することを確認、地震学の新しい分野が確立されることになった。
ヒューゴー・ベニオフは1950年代に入って超長周期の地震波を観測できるひずみ地震計を開発、1952年のカムチャツカ地震（M9.0）の直後にその記録から現在の基本モードに相当する約57分周期の振動を検出して報告した。これによって自由振動の観測への期待が高まり、理論の研究が再燃するとともに計器の開発が進んで、複数の研究グループがチリ地震において自由振動の記録に成功することに繋がった。
2004年のスマトラ島沖地震（M9.1）や2011年の東北地方太平洋沖地震（M9.0）などの際にも地球自由振動は観測されている。
スマトラ島沖地震の際には、200 - 300秒の周期帯の表面波でピークが約3時間ごとに少なくとも8回観測されたあと、0S0モード（約20分周期）の地球自由振動が3か月間にわたって観測され、約1か月後の時点で加速度振幅0.03マイクロガル程度・変位振幅約10マイクロメートル程度であった。

### 自由振動解析による地球構造の研究
地球自由振動の解析を通じて、震源過程や地球の内部構造などの研究が行われている。伸び縮み振動は重力や弾性的復元力の影響を受けるため、地球の密度構造に関するデータが得られる。一方ねじれ振動はS波構造特性に関するデータが得られる。
ハロルド・ジェフリーズやベノー・グーテンベルグの地球の内部構造モデルを用いた振動周期の理論値は、地球を完全な弾性体とすると細部に違いが出てくる。しかし、実際の地球がもつ非弾性的性質を加味した補正を加えると、はじめ考えられたよりもその違いは小さなものとなり、モデルの正しさが確かめられている。高周波の実体波からは細部の構造データを得られるが地球を平均した構造は得づらく、低周波の自由振動は平均的な構造データを補完する役割を持つ。
特に、固体だと予測されていた内核の性質は、自由振動の解析により横波速度が約3.5 km/sであると判明したことで確認された。

## 常時地球自由振動
かつて地球自由振動は巨大地震のときにだけ発生する現象と考えられていたが、地震が起きていないときでも、周期数百秒の帯域で地球自由振動は常に発生していることが知られるようになった。これを「常時地球自由振動」という。1998年に最初の報告を行ったのは名古屋大学を中心とする研究グループで、静かな環境の南極で観測した超伝導重力計の記録から見出している。
固体地球は地震が起きていないときでも常に揺れていて、微小な常時振動現象には常時地球自由振動や脈動がある。これらは長らく地震観測上の単なるノイズであるとも考えられてきた。
脈動は周期が約5秒 - 20秒、常時地球自由振動は周期数100秒程度。常時地球自由振動の加速度振幅はミリヘルツ(mHz)帯において平均0.5ナノガル（0.0005マイクロガル）程度。その振幅には季節変動や半年周期の変動がみられ、いくつかの特定の周期で振幅が大きいことなども知られている。
脈動や常時地球自由振動の原因は、主に大気や海洋の擾乱が固体地球を常に「叩く」ことと考えられている。具体的には、大気の特に境界層の乱流や、海洋の重力波などが挙げられる。微小地震は原因ではないと考えられていたが、沈み込み帯近傍では脈動より周期の短い常時振動がみられるという報告もある。